# Beleg van Buren
Het Beleg van Buren vond plaats in het Gelderse Buren door de in Spaanse dienst staande stadhouder Gilles van Berlaymont en eindigde met de inname op 28 juni 1575 tijdens de Tachtigjarige Oorlog.

## Achtergrond
Gilles van Berlaymont was een veldheer in Spaanse dienst. Hij werd uiteindelijk stadhouder onder Spaans bewind van Drenthe, Friesland, Groningen en Overijssel. Bij de Slag bij Jemmingen wist hij Lodewijk van Nassau al een gevoelige nederlaag toe te brengen. Toen de Geuzen van Buren de Lekdijk wilden doorsteken, om het Sticht Utrecht onder water te zetten, teneinde de Spaanse doorvoer naar Haarlem te blokkeren, nam Berlaymont deze dijk in. Daardoor kregen de belegerden tijdens het Beleg van Haarlem (1572-1573) het nog benauwder. Toen Maximiliaan van Hénin-Liétard gevangen werd genomen, werd Berlaymont stadhouder van Holland en Utrecht. Na de mislukte campagne van Berlaymont in West-Friesland trok hij plunderend en brandschattend naar Beverwijk. Toen de Onderhandelingen van Breda vastliepen, trok hij onverwacht naar Buren om deze stad te belegeren.

## Beleg en nasleep
Volgens een geuzenlied over deze slag gebeurde tijdens de belegering het volgende. Berlaymont liet zijn mannen de stad twee dagen lang met 15 kanonnen beschieten, en wist zo de stad in te komen. De kapitein Dirck Vijgh had bevolen niet terug te schieten. Deze bleek echter te zijn omgekocht door de Spanjaarden. Binnen de muren van de stad werd alles en iedereen doodgeslagen door de Spaanse bende. Waarop het garnizoen en burgers het kasteel in moesten vluchten. Op de derde dag 28 juni 1575 werd Buren onder een verdrag overgeven aan de belegeraar.
De bevelhebber van Buren, Diederik Vijgh vluchtte na de inname naar Zaltbommel. De inname was succesvol verlopen, en daardoor was Berlaymonts interesse gewekt om Zuid-Holland in te trekken. Hij verdeelde zijn leger in drie groepen en liet ze richting Zaltbommel, Woudrichem en Schoonhoven trekken, ter misleiding van de Staatsen die dachten dat Berlaymont zijn zinnen op Gouda had gezet, terwijl hij in werkelijkheid zijn zinnen had gezet op het Beleg van Oudewater. De Spaanse bezetting van Buren heeft uiteindelijk niet lang geduurd. In datzelfde jaar werd de stad op 1 oktober door een grote brand in de as gelegd, en na de Pacificatie van Gent keerde de stad terug onder de Staten.